# Garden City (Floride)
Pour les articles homonymes, voir Garden City.
Garden City est un voisinage de Jacksonville, en Floride, aux États-Unis. Situé dans la région de Northside, il a une population estimée à 1940 personnes. Garden City est situé à proximité de l'Avenue Dunn (Florida State Road 104) et de la Route de Lem Turner (Florida State Road 115).

## Voir également
- Quartiers de Jacksonville
- Architecture de Jacksonville